# Babemba Traoré
Babemba Traoré (m. 1898) foi o último fama (chefete) senufô do Reino de Quenedugu que governou de 1893 até 1898.

## Vida
Babemba era irmão e sucessor de Tiebá Traoré. Eu seu reinado, conduziu raides frequentes ao sul e oeste de Bobo Diulasso. Também construiu uma muralha protetora em sua capital Sicasso, cujas ruínas ainda são visíveis. Em 1898, quando os franceses tentaram forçar uma guarnição em Sicasso, Babemba cometeu suicídio.